# Vularija
Vularija is een plaats in de gemeente Orehovica in de Kroatische provincie Međimurje. De plaats telt 412 inwoners (2001).